# 玉州 (622年)
玉州，中国唐朝时设置的州。
唐高祖武德四年（621年）设置玉州，治安海县（今越南广宁省芒街）。下辖安海县、海平县（今广西防城港市）。武德五年（622年），增设玉山县（今广西钦州市大番坡镇水井坑）。唐太宗贞观二年（628年）废除玉州，属县改属钦州，唐高宗上元二年（675年）在玉州故地设置陆州。